# Чілдрен Кінофест
«Чілдрен Кінофест» (Міжнародний фестиваль мистецтва кіно для дітей та підлітків «Чілдрен Кінофест») – щорічний кінофестиваль, який знайомить молоду українську аудиторію як з найновішими європейськими стрічками, так і зі світовою кінокласикою. Проходить одночасно в Києві та понад 20 містах України в кінці травня - на початку червня.

## Загальні відомості
«Чілдрен кінофест» вперше відбувся в 2014 році. У перший рік  покази його конкурсної програми проходили в Києві, Львові та Одесі, а позаконкурсна програма демонструвалася у 11 містах України.  Особливістю фестивалю є те, що кожен його глядач, незалежно від віку, стає членом журі. Фільм-переможець визначається шляхом прямого голосування глядачів – на вході до кінотеатру кожен відвідувач отримує бюлетень, за допомогою якого оцінює фільм. Логотип, символ і талісман «Чілдрен Кінофесту» — совеня Чарлі. Персонаж створено на основі малюнка 7-річного Артема Рассаднікова з Донецька та названо на честь легендарного кіноактора і кінорежисера Чарлі Чапліна.
Щорічно на «Чілдрен Кінофесті» є статус Почесного посла Фестивалю, яким стають відомі в Україні творчі особистості. Місія Посла Фестивалю - популяризація ідей культурного розвитку дітей та підлітків в Україні. Послами фестивалю в різні роки виступали співачка Джамала, музикант Дмитро Шуров, актор і кінорежисер Ахтем Сеїтаблаєв, письменниця і драматург Катерина Бабкіна, правозахисниця, письменниця та радіоведуча, посланниця доброї волі ООН в Україні Лариса Денисенко , вокаліст хіп-хоп гурту «ТНМК» Олег «Фагот» Михайлюта, фронтмен гурту «Бумбокс» Андрій Хливнюк , співачка і авторка пісень Христина Соловій, акторка театру й кіно Ірма Вітовська.
Починаючи з 2015 року всі фестивальні покази - безкоштовни, за попередньою реєстрацією на офіційному фестивальному сайті. Значна частина глядачів – діти із соціально незахищених верств населення, сімей переселенців, сироти і діти з обмеженими можливостями: такі колектівні групи щорічно організуються у кожному місці, де проходить фестиваль у співпраці з понад сотнею благодійних організацій.
Починаючи з 2017 року поряд з основною Міжнародною конкурсною програмою у рамках фестивалю також започатковано Національний конкурс короткометражних фільмів, створених дітьми. До участі приймаються стрічки, створені молодими людьми у віці від 7 до 14 років. До участі приймаються фільми тривалістю від 1 до 8 хвилин, без жанрових і тематичних обмежень.
У 2020 році у зв'язку з карантинними обмеженнями фестиваль вперше відбувався онлайн на своєму офіційному сайтіі childrenkinofest.com.
У 2021 році 8-й Чілдрен Кінофест відбувся з 28 травня до 6 червня в гібридному форматі. Покази відбулися в кінотеатрах понад 23 міст України, а також онлайн – на сайті фестивалю.
У 2022 році під час російської збройної агресії проти України, 9-й Чілдрен Кінофест відбувся в онлайн-форматі з 3 до 12 червня . Подивитися фільми з програми можна було безкоштовно на сайті фестивалю на території України, а також Польщі — країни, яка від початку російського вторгнення прийняла найбільше тимчасово переміщених українців.
Організатор «Чілдрен Кінофеста» – компанія «Артхаус Трафік». У різні роки подія відбувалася за підтримки Державного агентства України з питань кіно, Українського культурного фонду, Європейського Союзу в Україні, Дитячого фонду ООН (ЮНІСЕФ), House of Europe, посольств і культурних представництв країн-учасниць.

## Історія

### І Чілдрен Кінофест-2014
Перший фестиваль «Чилдрен Кінофест» відбувався з 28 травня по 1 червня 2014р.  Покази конкурсної програми і глядацьке голосування проходили в Києві, Львові та Одесі. Фестивальним Центром став столічний кінотеатр «Київ». Позаконкурсна програма була представлена глядачам  у 11 містах - Києві, Донецьку, Львові, Одесі, Харкові, Дніпропетровську, Черкасах, Вінниці, Тернополі, Луцьку, Запоріжжі та Рівному. Покровителькою першої події стала почесний Посол Фестивалю – відома українська співачка і композитор Джамала.
Конкурсна програма:
«Трубач» (Україна, реж. Анатолій Матешко), «Пригоди Гекльберрі Фінна» (Німеччина, реж. Герміна Хунтгебурт), «Мої африканські пригоди» (Данія, реж. Мартін Міє-Ренар), «За тридев'ять земель» (Данія, Швеція, Реж. Вінсент Баль), «Повір» (Велика Британія, реж. Девід Шайнманн), «Белль і Себастьян» (Франція, реж. Ніколя Ваньє), «Ноно - хлопчик-детектив» (реж. Вінсент Баль, Нідерланди, Бельгія, Велика Британія, Іспанія, Франція)
Поза конкурсом були показани добірка анімаційних фільмів «Казки» однієї з головних художників-аніматорів 20-го століття німкені Лотте Райнігер, повнометражний мультфільм Мішеля Осело «Принци і принцеси» (Франція) програма "50 років Рожевої пантери" і колекція анімаційних фільмів «Колискові світу».
Спеціальною подією «Чілдрен Кінофесту» стала ретроспектива фільмів Чарлі Чапліна, присвячена 125-річчю з дня його народження. До програми увійшли 5 повнометражних стрічок, а також шість короткометражних робіт, створених майстром на самому початку кар’єри.
Закриття та нагородження відбулося 1 червня, в Міжнародний день захисту дітей, в кінотеатрі «Київ». Перемогу отримав французький фільм «Белль і Себастьян». Нагороду для Ніколя Вернье, режисера фільму, отримав Лоран Барб, аташе з питань аудіовізуальної сфери Французького інституту в Україні. На другому місті - данська стрічка «Мої африканські пригоди». Бронзовим призером став український мюзикл для дітей «Трубач», який на фестивалі представляв режисер фільму Анатолій Матешко.

### ІІ Чілдрен Кінофест-2015
Другий фестиваль «Чилдрен Кінофест-2015»  тривав  вже тиждень, з 29 травня по 7 червня у 14 містах України: Вінниці, Дніпропетровську, Житомирі, Запоріжжі, Івано-Франківську, Києві, Кривому Розі, Луцьку, Львові, Маріуполі, Миколаєві, Одесі, Харкові та Херсоні.  Покази відвідали близько 20 тисяч глядачів. Послом «Чилдрен кінофеста» в цьому році виступив музикант і композитор, соліст групи «Pianoбой» Дмитро Шуров.
Конкурсна програма:
«Хлопчик-мураха» (Данія,Реж: Аск Хассельбах), «Едді, вперед!» (Бельгія, Реж: Герт Ембрехтс), «Фелікс» (ПАР, Велика Британія, Реж: Роберта Дюрран), «Піноккіо» (Німеччина, Реж: Анна Джастіс), «Буча» (Нідерланди, Реж: Марк де Клое), «Пісня моря» (Реж: Томм Мур, Ірландія, Данія, Бельгія, Люксембург, Франція), «Йорген + Анна = любов» (Норвегія, Реж: Енн Севітскі).
Поза конкурсом була презентувана добірка української анімації від студії «Укранімафільм». Спеціальною подією «Чілдрен Кінофеста» стала ретроспектива фільмів майстра німого кіно Бастера Кітона.
Церемонія закриття фестивалю відбулася 7 червня у Києві.За підсумками глядацького голосування найкращим фільмом стала музична комедія «Фелікс» спільного виробництва ПАР і Великої Британії, отримавши найвищу оцінку глядацького журі: 4,78. Друге місце посіла анімаційна легенда «Пісня моря» (4,75 балів). На третьому місці опинився голландський фільм «Буча» (4,64 бала).
На церемонії закриття були також оголошені переможці вперше проведеного у рамках фестивалю конкурсу аматорських короткометражних фільмів «Зніми, як Мельєс!». Гран-прі здобули автори роботи «Боягуз не грає у футбол» Давид Окс та Ліора Казацкер (Одеса). Спеціальним гостем закриття стала правнучка Жоржа Мельєса, Марі-Елен Леріссі, яка представила «Шоу Жоржа Мельєса» – колекцію фільмів легендарного режисера в супроводі живої музики та оповідання, а також особисто вручила приз переможцю конкурсу «Зніми, як Мельєс!»

### ІІІ Чілдрен Кінофест-2016
Третій «Чілдрен Кінофест» пройшов з 27 травня по 5 червня у 18 містах України: Київ, Вінниця, Дніпропетровськ, Житомир, Запоріжжя, Краматорськ, Кривий Ріг, Луцьк, Львів, Маріуполь, Мелітополь, Одеса, Суми, Тернопіль, Харків, Херсон, Черкаси, Чернігів.  Новим фестивальним центром став столичний кінотеатр «Київська Русь». Почетним Послом події виступив актор, кінорежисер і телеведучий, батько чотирьох дітей Ахтем Сеїтаблаєв.
За три роки фестиваль не лише істотно розширив свою географію, а й зібрав аудиторію, яку можна порівняти з найбільшими кіноподіями для юної аудиторії в Європі: Generation Kplus і Generation 14plus на Берлінале (65 000 глядачів) та фестивалем Cinekid в Амстердамі (50 000 глядачів). Глядачами безкоштовних фестивальних показів «Чилдрен Кінофеста» в 2016 році стали понад тридцяти тисяч юних українців,  а  фестиваль став наймасштабнішою кіноподією для дітей в Україні.
Конкурсна програма:
«Хлопчик-фантом» (Франція-Бельгія, реж.Жан-Луп Фелісіолі, Ален Ганьоль),  «Альпійська казка Хайді» (Німеччина-Швейцарія, реж. Ален Гспонер), «Операція «Арктика» (Норвегія, реж. Грете Бое-Вол), «Лапа» (Угорщина, реж: Роберт-Адріан Пежо), «Правила життя хлопчика Ніно» (Нідерланди, реж: Сімон ван Дюссельдорп), «Міні та Моззі» (Данія, Реж: Яннік Хаструп, Флеммінг Квіст Мюллер), «Ми – найкращі!» (Швеція-Данія, реж. Лукас Мудіссон) .
Поза конкурсом - ретроспектива міні-мультфільмів від легендарної анімаційної студії Aardman та серія «Моя країна - Україна»: 26 міні-мультфільмів, створених молодими авторами і виконаних у техніці пластилінової анімації. Кожен фільм розповідає казку, історію або легенду, пов'язану з певним місцем на мапі України.
Переможцем фестивального конкурсу була оголошена картина «Лапа» режисера Роберта-Адріана Пежо з Угорщини (4,7 балів з 5).  Окрім того, на церемонії закриття організатори заявили про початок підготовки до конкурсу короткометражних фільмів, знятих дітьми, який стане частиною фестивалю 2017 року. 

### IV Чілдрен Кінофест-2017
Четвертий фестиваль «Чілдрен Кінофест» відбувся з 26 травня по 4 червня 2017 р у 21 місті України: Вінниця, Дніпро, Житомир, Івано-Франківськ, Київ, Краматорськ, Кривий Ріг, Луцьк, Львів, Маріуполь, Одеса, Полтава, Сєвєродонецьк, Слов'янськ, Суми, Тернопіль, Харків, Херсон, Хмельницький, Черкаси, Чернігів . Покази відвідали понад сорок тисяч юних українців. Почесним Послом кіноогляду стала одна з найвідоміших українських письменниць, колумніст, сценарист і драматург Катерина Бабкіна.
На церемонії відкриття фестивалю 26 травня у Фестивальному Центрі в кінотеатрі «Київська Русь» із інтерактивним світловим шоу  вперше в Україні виступила голландська артгрупа «PIPS:lab», яка створює перформанси за допомогою освітлення, відео та музики.
У цьому році на фестивалі було започатковано Національний конкурс короткометражних фільмів, знятих дітьми від 7 до 14 років. Організатори отримали понад 130 заявок, серед яких обрали 10 фіналістів. Юних режисерів було запрошено до Києва, де вони особисто представили свої роботи перед спеціальним показом на великому екрані кінотеатру «Київська Русь». Переможця визначало професійне журі у складі режисера анімації Манука Депояна («Микита Кожум’яка»), актриси Катерини Молчанової («Моя бабуся Фанні Каплан») і режисера Романа Бондарчука («Українські шерифи»).
Конкурсна програма:
«Люблю тебе, мамо» (Латвія, реж. Яніс Норіс), «Хлопчик у золотих штанях» (Швеція-Данія, реж: Елла Лемхаген), «Маленький монстр» (Швейцарія-Німеччина-Швеція, реж: Матіас Брюн, Мікаель Екблад, Тед Сігер), «Вперед, до школи!» (Данія, реж: Фредерік Мельдаль Ньоргор), «Життя Кабачка» (Швейцарія-Франція, реж: Клод Баррас), «Моллі Мун і чарівний підручник гіпнозу» (Велика Британія, реж: Крістофер Н. Роулі), «Микита Кожум'яка» (Україна, реж: Манук Депоян) .
Поза конкурсом було показано відреставровані роботи братів Люм'єрів, собрані у один твір генеральним директором Каннского фестивалю Тьєррі Фремо – фільм «Люм'єри».
Гран-прі міжнародного конкурсу за підсумками глядацького голосування отримала стрічка «Моллі Мун і чарівний підручник гіпнозу» режисера Крістофера Н. Роулі з Великої Британії (4,7 бала з 5). Друге місце посів український анімаційний фільм «Микита Кожум’яка» Манука Депояна з 4,67 балами. Третє місце дісталося стрічці  «Хлопчик у золотих штанях» спільного виробництва Швеції і Данії ( 4,54 бала).
У Національному конкурсі фільмів, знятих дітьми, найкращою була признана анімаційна картина «Як завести котеня» 7-річної Поліни Шевченко з Дніпра.

### V Чілдрен Кінофест-2018
П'ятий «Чілдрен Кінофест» відбувся з 25 травня по 3 червня 2018р у 22 містах України: Вінниця, Дніпро, Житомир, Запоріжжя, Івано-Франківськ, Київ, Краматорськ, Кривий Ріг, Луцьк, Львів, Маріуполь, Одеса, Полтава, Сєвєродонецьк, Слов’янськ, Суми, Тернопіль, Харків, Херсон, Хмельницкий, Черкаси, Чернігів . Гостями безкоштовних показів стали вже понад 42 тисячі глядачів.  Амбасадоркою фестивалю стала українська письменниця, адвокатка, правозахисниця, радіоведуча і посланниця доброї волі ООН в Україні Лариса Денисенко.
На церемонії відкриття фестивалю 25 травня у Фестивальному Центрі в кінотеатрі «Київська Русь» на маленьких гостей чекав виступ Театру тіней Delight, який створює вистави за допомогою мистецтва театру тіней та голографічних проєкцій.
В рамках фестивалю вже вдруге відбувся конкурс короткометражних фільмів, знятих дітьми від 7 до 14 років, на який було надіслано понад 150 заявок з усієї України, серед яких організатори обрали 10 фіналістів.Їх роботи цього року вперше показали в усіх містах проведення фестивалю. Переможця визначило професійне журі у складі режисера Юрія Ковальова, режисерки та сценаристки Марисі Нікітюк та акторки Дар'ї Плахтій.
Конкурсна програма:
«Земля: Один вражаючий день» (Велика Британія, реж. Річард Дейл, Фань Лісінь, Пітер Веббер), «Великий злий лис та інші історії» (Франція, Бельгія, реж: Патрік Імбер, Бенжамін Реннер), «Сів заблукала уві сні» (Швеція, Нідерланди, реж: Катті Едфельдт, Лена ХанноСігер), «Сторожова застава»  (Україна, реж: Юрій Ковальов), «Історії з озера» (Угорщина, реж: Золт Палфі), «Лотте і Луїза: витівки близнят» (Німеччина, реж: Ланселот фон Нацо), «Маленька гавань» (Словаччина, Чехія, реж: Івета Ґрофова)
Поза конкурсом була представлена анімаційна класика –  анімаційний фільм «Острів скарбів» режисера Давида Черкаського,- у 2018 році виповнюється 30 років від дня прем'єри фільму.
Вперше в історії фестивалю Гран-прі за підсумками глядацького голосування отримала українська стрічка – фентезі Юрія Ковальова «Сторожова застава», яка набрала 4,8 бала з 5. Друге місце посів британський фільм «Земля: Один вражаючий день» з 4,7 балами. Третє місце дісталося стрічці виробництва Франції та Бельгії – «Великий злий лис та інші історії», яка отримала 4,6 бала.
У національному конкурсі фільмів, знятих дітьми, найкращою стала анімаційна робота «Качка на ім'я Бабіліна» Надії Бабаніної з Дніпра. Також цього року в рамках конкурсу вперше був присуджений Приз глядацьких симпатій – його лауреатом стала стрічка «Вірус А» 14-річного Олексія Пивошенко з Авдіївки, яка набрала найбільшу кількість голосів.

### VI Чілдрен Кінофест-2019
Шостий «Чілдрен Кінофест» відбувся з 31 травня по 9 червня 2019р у 24 містах України: Вінниця, Дніпро, Житомир, Запоріжжя, Івано-Франківськ, Київ, Краматорськ, Кременчук, Кривий Ріг, Луцьк, Львів, Маріуполь, Миколаїв, Одеса, Полтава, Сєвєродонецьк, Слов’янськ, Суми, Тернопіль, Харків, Херсон, Хмельницкий, Черкаси, Чернігів.  Фестивальні покази у Києві проходили у 4 кінотеатрах - «Київська Русь», який щороку стає Фестивальним Центром Чілдрен кінофесту, а також у кінотеатрах «Флоренція», «Лейпциг», «Дніпро».
Гостями безкоштовних показів стали майже 50 000 глядачів. Амбасадором фестивалю 2019 року став вокаліст хіп-хоп гурту «ТНМК» Олег «Фагот» Михайлюта.
На церемонії відкриття 31 травня у Фестивальному Центрі в кінотеатрі «Київська Русь» на маленьких гостей відкриття чекав виступ Джамали – перша амбасадорка Чілдрен Кінофесту виконала пісню Smile під супровід фрагментів з фільмів Чарлі Чапліна. Виступ став триб'ютом Чапліну – цього року показом його комедії «Цирк» на фестивалі відзначають 130 років з дня народження видатного режисера.
В рамках фестивалю відбувся Третій конкурс короткометражних фільмів, знятих дітьми у віці від 7 до 14 років, на який було надіслано понад 160 заявок з усієї України. 10 обраних робіт-фіналістів  показали в усіх містах проведення фестивалю. Переможця визначило професійне журі, до складу якого увійшли режисерка і сценаристка Марина Степанська, режисер та сценарист Аркадій Непиталюк та акторка Ірма Вітовська. А глядачі по всій Україні за допомогою голосування обрали переможця в номінації «Приз глядацьких симпатій».
Конкурсна програма:
«Зоопарк» (Ірландія, Велика Британія, реж. Колін МакАйвор), «Викрадена принцеса» (Україна, реж: Олег Маламуж), «Кімната 213» (Швеція, реж: Емелі Ліндблом), «Каспер та Емма у театрі» (Норвегія, реж: Аврора Госсе, Арне Ліндтнер Нєсс), «Я – Вільям» (Данія, реж: Йонас Елмер), «Піпі, Пупу та Розмарі: Таємниця викрадених нот» (Франція, Італія, Люксембург, реж: Енцо Д'Ало) «Ліс примарної сови» (Естонія, реж: Ану Аун)
Спеціальною подією поза конкурсом став показ класичної комедії «Цирк» – показ було присвячено 130–річчю від дня народження видатного режисера Чарлі Чапліна.
Гран-прі за підсумками глядацького голосування другий рік поспіль отримала українська стрічка – анімаційна пригодницька стрічка «Викрадена принцеса» Олега Маламужа, яка набрала 4,79 бала з 5. Друге місце посів естонський фільм «Ліс примарної сови» з 4,75 балами. Третє місце дісталося стрічці виробництва Ірландії та Великої Британії «Зоопарк» - 4,64 бали.
У національному конкурсі  короткометражних фільмів, знятих дітьми звання найкращого українського дитячого фільму року та нагороду у розмірі 20 000 грн отримала робота «Лісова школа» 8-річної Анни Зусмановської з Кривого Рогу. А приз глядацьких симпатій, який присуджується за результатом голосування глядачів у всіх містах проведення фестивалю,  отримала стрічка «Ти чуєш?» 11-річного Ярослава Багно з Кременчука.
Цього року «Чілдрен Кінофест» об'єднав сили з благодійним фондом «Таблеточки»: для допомоги збору коштів дітям з онкологічними захворюваннями в Україні. Частина фільмів із програми «Чілдрен Кінофесту» також стала доступна після фестивалю для публічних некомерційних показів в рамках кіноклубів, дискусійних клубів, позакласних занять та шкільних уроків за допомогою платформи «Кіноклуб. Всеукраїнська мережа».

### VII Чілдрен Кінофест-2020
Сьомий «Чілдрен Кінофест» відбувався з 29 травня по 7 червня 2020 року. У зв'язку з карантинними обмеженнями фестиваль вперше проходив онлайн на своєму офіційному сайтіі childrenkinofest.com та зібрав понад 130 тисяч відвідувань. На перегляд фільмів та голосування за Гран-прі  зареєструвались понад 20 тисячі глядачів – разом вони подивились 20 441 годину фільмів.
Почесним послом VII Чілдрен Кінофесту став музикант, автор пісень і фронтмен гурту «Бумбокс» Андрій Хливнюк 
У рамках фестивалю вже вчетверте відбувся Національний конкурс дитячих короткометражних фільмів. За традицією, переможців визначали українські кінематографісти – продюсерка та директорка Одеського міжнародного кінофестивалю Юлія Сінькевич, зірка серіалу «Перші ластівки» актор Максим Самчик і аніматор Олег Маламуж, автор стрічки-переможця 6-го Чілдрен Кінофесту «Викрадена принцеса». Конкурс, оголошений восени 2019 року, зібрав понад 220 заявок з усієї України. Лідерами за кількістю заявок стали Київська, Харківська, Дніпропетровська та Львівська області.
Конкурсна програма:
«Фокстер & Макс» (Україна, реж: Анатолій Матешко), «Мій друг містер Персіваль» (Австралія, реж: Шон Сіт), «Салон краси Ромі» (Нідерланди, Німеччина, реж: Міша Камп), «Лос Бандо» (Норвегія, Швеція, реж: Крістіан Ло), «Гол!» (Велика Британія, реж: Тревор Гарді),  «Сіпсік – лялька-друг» (Естонія, Данія, реж: Карстен Кілеріх, Мєеліс Арулепп), «Тім Талер, або Проданий сміх» (Німеччина, реж: Андреас Дрезен)
Поза конкурсом спеціальною подією до Дня захисту дітей (1 червня) стала онлайн-прем'єра переможця Чілдрен Кінофесту-2019 — анімаційного фентезі «Викрадена принцеса» Олега Маламужа.
Ретроспективним показом фестивалю була добірка «Чарівник Жорж Мельєс» - колекція фільмів одного з засновників світового кінематографа, який 125 років тому першим у світі вигадав спецефекти  та монтажні фокуси.
Третій рік поспіль Гран-прі Чілдрен кінофеста отримала українська стрічка – переможцем за підсумками глядацького голосування став фантастичний пригодницький фільм «Фокстер & Макс» Анатолія Матешка  – фільм набрав 4,74 балів з 5. Друге місце посів австралійський сімейний фільм «Мій друг містер Персіваль» з 4,70 балами. Третє місце здобула стрічка виробництва Німеччини – «Тім Талер, або Проданий сміх», яка отримала 4,69 балів. .
У національному конкурсі короткометражних фільмів, знятих дітьми, найкращою роботою визнано «Сузір’я Єдинорога» 14-річної Влади Березанської з Фастова. Найкращими стрічками у категорії 7-10 років став фільм «Історія НЕЧТО» (реж. Василіса Найдьонова, Всеволод Неймирок, Харків), а у категорії 11-14 років - «Пандемія» (реж. Елеонора Чолак, Білгород-Дністровський).  Приз глядацьких симпатій за результатом голосування глядачів на сайті фестивалю отримала стрічка «Білочка Софія» 9-річної Таїни Щегельської з Кам'янця-Подільського .

### VIII Чілдрен Кінофест-2021
8-й Чілдрен Кінофест відбувся з 28 травня до 6 червня 2021 року в гібридному форматі. Покази відбулися в кінотеатрах  23 міст України, а також онлайн – на сайті фестивалю. До конкурсної програми фестивалю увійшли фільми для аудиторії віком від 4 років, відібрані командою Чілдрен Кінофесту на найбільших європейських кінооглядах для дітей та підлітків. Кінотеатральні покази відвідало майже 17 тисяч глядачів. Онлайн-програму переглянули понад 8 тисяч глядачів по всій Україні.
Почесною амбасадоркою восьмого фестивалю стала співачка та авторка пісень Христина Соловій.
У межах Чілдрен Кінофесту також вже вп’яте відбувся Конкурс дитячих фільмів. Організатори отримали понад 180 заявок з усієї України, серед яких обрали 16.фільмів-фіналістів, які показали у містах-учасниках фестивалю, а також онлайн. До складу журі Конкурса увійшли режисер-постановник фантастичного анімаційного фільму «Віктор Робот» Анатолій Лавренішин, режисер драми «Додому» Наріман Алієв та письменниця, режисерка документального хіта «Земля блакитна, ніби апельсин» Ірина Цілик.
Конкурсна програма:
«Віктор_Робот» (Україна, реж:  Анатолій Лавренішин), «Як Гітлер вкрав рожевого кролика» (Німеччина, Швейцарія, Італія, реж:  Кароліна Лінк), «Полі» (Франція, Бельгія,  реж:  Ніколя Ваньє), «Хлопчик-гусак» (Данія, реж: Расмуссен, Майкл Вікке), «Джекі та Опієн» (Нідерланди,  реж: Аннемарі ван де Монд ), «Арктичні верблюди» (Норвегія,  реж:  Карл Еміль Рікардсон), «Самі в космосі» (Швеція, реж:  Тед К'єлльссон).
Спеціальною подією поза конкурсом стал ретроспективний показ угорського пригодницького анімаційного фільму «Лисенятко Вук», знятого за мотивами дитячих оповідань Іштвана Фекете. Стрічка побачила світ у 1981-му, а цього року відзначає своє 40-річчя.
Онлайн також продемонстровано фільм-закриття фестивалю – українську фантастичну пригодницьку стрічку «Фокстер & Макс» Анатолія Матешка, яка є минулорічним переможцем Чілдрен Кінофесту.
Гран-прі фестивалю за підсумками глядацького голосування отримала пригодницька стрічка Ніколя Ваньє «Полі» спільного виробництва Франції та Бельгії.
У національному конкурсі короткометражних фільмів, знятих дітьми, звання Найкращого українського дитячого фільму року та нагороду у розмірі 15000 грн. отримала робота «Мелісса» 14-річного Матвія Глазунова з міста Ізюм. Найкращою стрічкою у категорії від 7 до 10 років стала анімація «Бужок і червона помада» 8-річної Єви Лисюк із Києва. У категорії від 11 до 14 років були обрані Найкращий анімаційний фільм – «У пошуках друга» (Ірина Вертюк, 13 років, Миколаїв) та Найкращий ігровий фільм – «ЗУПИНИ ЦЕ!» (Аріна Горієва, 14 років,  Дніпро). Приз глядацьких симпатій, який присуджується за результатом голосування глядачів, отримала стрічка «ЗУПИНИ ЦЕ!» (Аріна Горієва, 14 років,  Дніпро).

### IX Чілдрен Кінофест-2022
Всупереч повномасштабному вторгненню росії у 2022 році,  9-й Чілдрен Кінофест все ж таки відбувся з 3 до 12 червня. Для безпечності та гнучкості перегляду фестиваль проходив у онлайн-форматі. Подивитися фільми з програми можна було на сайті online.childrenkinofest.com на території України, а також Польщі — країни, яка від початку російського вторгнення прийняла найбільше тимчасово переміщених українців. Понад 26 000 глядачів і глядачок з України та Польщі долучилися до безкоштовних онлайн-показів.
Почесною амбасадоркою IX-го Чілдрен Кінофесту стала Ірма Вітовська — акторка театру й кіно, заслужена артистка України.
Конкурсна програма:
«Пекельна Хоругва, або Різдво Козацьке» (Україна, реж: Михайло Костров), «Неллі Рапп — мисливиця на монстрів» (Швеція, реж: Аманда Адольфссон), «Місія Нови» (Нідерланди, реж: Моріс Траубворст), «Францові історії» (Австрія-Німеччина, реж: Йоганнес Шмід), «Мій тато — сосиска» (Бельгія-Нідерланди-Німеччина, реж: Анук Фортуньє).
Спеціальною подією поза конкурсом став показ добірки серій відомого мультсеріалу «Кріт», створеного чеським художником Зденеком Міллером. У 2022 році відзначалося 65-річчя з появи першого епізоду цього анімаційного серіалу .
Також у межах Чілдрен Кінофесту традиційно відбувся Конкурс короткометражних фільмів, знятих дітьми. Організатори отримали понад 100 заявок з усієї України, серед яких обрали 17 фіналістів. До складу журі Конкурса увійшли режисерка стрічки «Стоп-Земля» Катерина Горностай, режисер гітової комедії «Мої думки тихі» Антоніо Лукіч та акторка театру й кіно Оксана Черкашина .
Ґран-прі фестивалю за підсумками глядацького голосування здобуло українське пригодницьке фентезі «Пекельна Хоругва, або Різдво Козацьке», отримавши 4,81 бали з 5.
У національному конкурсі короткометражних фільмів, знятих дітьми, Найкращим українським дитячим фільмом року (нагорода в розмірі 15 000 грн) стала анімаційна робота «Я — птах!» 14-річної Марії Ажислапової з Дніпра.  Приз Найкращий фільм у категорії 7—10 років (4 000 грн)  отримала анімація «Напад хутряної риби»  (режисерка Анастасія Шинкаренко, 9 років, м. Вишневе). Найкращим анімаційним фільмом у категорії 11—14 років (4 000 грн)  став «Чорний лютий» 12-річного Матвія Глазунова, Найкращим ігровим фільмом у категорії 11—14 років  став горор «Привиди маєтку Міклашевського» (режисерка Поліна Лавриненко, 13 років, с. Біленьке, Запорізька обл.). Приз глядацьких симпатій, який присуджується за результатом голосування глядачів на сайті фестивалю, та нагороду у розмірі 8 000 грн отримала анімація «Звідки плями у Саламандри?» (режисер Василь Короп, 8 років, м. Київ).

## Переможці фестивалю

### Міжнародна конкурсна програма
- 2014 — «Белль і Себастьян»  Франція реж. Ніколя Ваньє
- 2015 — «Фелікс»  ПАР,  Велика Британія, Реж: Роберта Дюрран
- 2016 — «Лапа»  Угорщина, реж: Роберт-Адріан Пежо
- 2017 — «Моллі Мун і чарівний підручник гіпнозу»  Велика Британія, реж: Крістофер Н. Роулі
- 2018 — «Сторожова застава»  Україна, реж. Юрій Ковальов
- 2019 — «Викрадена принцеса»  Україна, реж. Олега Маламуж
- 2020 — «Фокстер & Макс»  Україна, реж. Анатолій Матешко
- 2021 —  «Полі»  Франція —  Бельгія, реж. Ніколя Ваньє
- 2022 — «Пекельна Хоругва, або Різдво Козацьке»  Україна, реж. Михайло Костров

### Національний конкурс короткометражних фільмів, створених дітьми
2017рік
- Гран-прі та 20 000 гривень — «Як завести котеня», реж. Поліна Шевченко, 7 років
- Найкращий фільм у категорії 7-10 років — «Передавай „привіт“ Македонському!», реж. Ян Орел, 9 років
- Найкращий фільм у категорії 11-14 років — «Коробка з мріями», реж. Марія Поливач, Єлизавета Бургар, 12 років
- Спеціальна відзнака журі — «Морквяний торт», реж. Анна Антипова, 9 років, «Крізь час», реж. Поліна Червоненко, 13 років
2018рік
- Гран-прі та 20 000 гривень — «Качка на ім'я Бабіліна», реж. Надія Бабаніна, 12 років
- Найкращий фільм у категорії 7-10 років — «Рукавичка в пустелі!», реж. Катерина Білоножко, 8 років
- Найкращий фільм у категорії 11-14 років та Приз глядацьких симпатій — «Вірус А», реж. Олексій Пивошенко, 14 років
2019рік
- Гран-прі та 20 000 гривень — «Лісова школа», реж. Анна Зусмановська (Кривий Ріг) 8 років
- Найкращий фільм у категорії 7-10 років — «Одна історія з життя кота», реж. Валерій Бородай.(Полтава)
- Найкращий фільм у категорії 11-14 років  — «Я подарую тобі море», реж. Ліза Кузнецова (Маріуполь)
- Приз глядацьких симпатій та нагорода у розмірі 10 000 грн - «Ти чуєш?» Ярослав Багно (Кременчук), 11 років.
2020рік
- Гран-прі та 20 000 гривень — «Сузір’я Єдинорога», реж. Влада Березанська (Фастов) 14 років
- Найкращий фільм у категорії 7-10 років — «Історія НЕЧТО», реж. Василіса Найдьонова, Всеволод Неймирок (Харків)
- Найкращий фільм у категорії 11-14 років  — «Пандемія», реж. Елеонора Чолак (Білгород-Дністровський)
- Приз глядацьких симпатій та нагорода у розмірі 10 000 грн - «Білочка Софія», реж. Таїна Щегельська (Кам'янець-Подільський), 9 років
2021рік
- Гран-прі та 15 000 гривень — «Мелісса», реж Матвій Глазунов (Ізюм), 14-років
- Найкращий фільм у категорії 7-10 років — «Бужок і червона помада», реж. Єва Лисюк (Київ), 8-років
- Найкращий фільм у категорії 11-14 років — Найкращий анімаційний фільм – «У пошуках друга», реж. Ірина Вертюк (Миколаїв), 13 років, Найкращий ігровий фільм – «ЗУПИНИ ЦЕ!», реж. Аріна Горієва (Дніпро),14 років.
- Приз глядацьких симпатій та нагорода у розмірі 8 000 грн - «ЗУПИНИ ЦЕ!», реж. Аріна Горієва (Дніпро),14 років.
2022 рік 
- Найкращий український дитячий фільм року (нагорода в розмірі 15 000 грн) — «Я — птах!», реж.Марія Ажислапова (Дніпро), 14 років.
- Найкращий фільм у категорії 7—10 років — «Напад хутряної риби» реж. Анастасія Шинкаренко (м.Вишневе), 9 років.
- Найкращий анімаційний фільм у категорії 11—14 років — «Чорний лютий», реж. Матвій Глазунов.
- Найкращий ігровий фільм у категорії 11—14 років — «Привиди маєтку Міклашевського», реж. Поліна Лавриненко, (с. Біленьке, Запорізька обл.), 13 років
- Приз глядацьких симпатій та нагорода у розмірі 8 000 грн  — «Звідки плями у Саламандри?», реж. Василь Короп (м. Київ), 8 років.

## Онлайн-платформа кіноосвіти
У грудні 2016 року «Чілдрен Кінофест» запустів на своєму сайті онлайн-платформу кіноосвіти, де зібрані кілка фільмів з програми  фестивалю, а також методичні матеріали до них. Безкоштовний легальний доступ до фільмів і матеріалів можуть отримати педагоги будь-якого освітнього закладу, активісти, керівники кіноклубів та батьки. Фільми надаються для роботи у рамках кіноклубів, дискусійних клубів, позакласних занять та шкільних уроків. 

## Співпраця з іншими кінофестивалями
Починаючи з 2015 року Чілдрен кінофест щорік представляє кращі роботи своєї конкурсної та позаконкурсної програми на Одеському міжнародному кінофестивалі у секції  «ОМКФ – дітям: разом із «Чілдрен Кінофестом». Вхід для глядачів на усі покази цієї програми на ОМКФ – безкоштовний.
Починаючи з 2015 року у співпраці з Goethe-Institut і дитячим освітнім проєктом Cinema Kids організує в Україні перегляд фільмів-фіналістів однієї з найпрестижніших кінопремій Європи – Young Audience Award Європейської кіноакадемії. Показ фільмів і голосування Young Audience Award за кращий європейський дитячий фільм року проходить у перших числах травня у Києві одночасно з більш ніж 30 європейських міст – від Лондона до Тбілісі.